# PARVB
PARVB (англ. Parvin beta) – білок, який кодується однойменним геном, розташованим у людей на короткому плечі 22-ї хромосоми. Довжина поліпептидного ланцюга білка становить 364 амінокислот, а молекулярна маса — 41 714.
| 10         |  | 20         |  | 30         |  | 40         |  | 50         |
| ---------- |  | ---------- |  | ---------- |  | ---------- |  | ---------- |
| MSSAPRSPTP |  | RPRRMKKDES |  | FLGKLGGTLA |  | RKRRAREVSD |  | LQEEGKNAIN |
| SPMSPALVDV |  | HPEDTQLEEN |  | EERTMIDPTS |  | KEDPKFKELV |  | KVLLDWINDV |
| LVEERIIVKQ |  | LEEDLYDGQV |  | LQKLLEKLAG |  | CKLNVAEVTQ |  | SEIGQKQKLQ |
| TVLEAVHDLL |  | RPRGWALRWS |  | VDSIHGKNLV |  | AILHLLVSLA |  | MHFRAPIRLP |
| EHVTVQVVVV |  | RKREGLLHSS |  | HISEELTTTT |  | EMMMGRFERD |  | AFDTLFDHAP |
| DKLSVVKKSL |  | ITFVNKHLNK |  | LNLEVTELET |  | QFADGVYLVL |  | LMGLLEDYFV |
| PLHHFYLTPE |  | SFDQKVHNVS |  | FAFELMLDGG |  | LKKPKARPED |  | VVNLDLKSTL |
| RVLYNLFTKY |  | KNVE       |  |            |  |            |  |            |

A: Аланін

C: Цистеїн

D: Аспарагінова кислота

E: Глутамінова кислота

F: Фенілаланін

G: Гліцин

H: Гістидин

I: Ізолейцин

K: Лізин

L: Лейцин

M: Метіонін

N: Аспарагін

P: Пролін

Q: Глутамін

R: Аргінін

S: Серин

T: Треонін

V: Валін

W: Триптофан

Кодований геном білок за функцією належить до фосфопротеїнів. 
Задіяний у таких біологічних процесах, як клітинна адгезія, альтернативний сплайсинг. 
Білок має сайт для зв'язування з молекулою актину. 
Локалізований у клітинній мембрані, цитоплазмі, цитоскелеті, мембрані, клітинних контактах, клітинних відростках.